# عمر فخري المحيشي
عمر فخري المحيشي الشركسي (؟؟؟؟- 1942)، كاتب وصحفي وناشط ليبي ولد في مدينة بنغازي ونشأ بها.

## حياته
ولد عمر في مدينة بنغازي، ينتمي لأسرة المحيشي اليبية وهي أسرة مشهورة في مدينة بنغازي من الأسر المصراتية من قبيلة الشراكسة التي انتقلت من مصراتة واستوطنت بمدينة بنغازي.
رحل إلى مدينة الإسكندرية في مصر عام 1913 ودرس في مدرسة الفرير الفرنسية، ثم عاد إلى ليبيا في سنة 1914م إبان الاستعمار الإيطالي، سافر لإيطاليا لإكمال دراسته وعاد مرة أخرى إلى ليبيا، عمل بعد عودته سكرتيرا في غرفة التجارة.
اشترك مع أخيه طاهر المحيشي في إدارة صحيفة البريد، وأشرف معه على توجيه سياستها وبعد وفاة أخيه انفرد بإدارتها. في أكتوبر سنة 1935م أسس الاستعمار الإيطالي مجلة ليبيا المصورة لتخدم مصالحه، وكلف عمر المحيشي ليرأس تحريرها، فلم يكن لعمر المحيشي بد من ذلك إذ كانت المشانق جاهزة لمعاقبة كل من يخالف رغبة المستعمر.
كان عمر ينشر أخبارا يكذب فيها ما فعله الإيطاليون، ليفهم الشعب أن الإيطاليين يكذبون أنفسهم بأنفسهم، كما نشر عن المجاهدين وعن أعلام ليبيا، وكان ينشر هذا إلى جانب ما كان يمليه المستعمر، ويكتب إلى جانبه ما اعتاد قراؤه أن يفهموا منه إخلاصه لقومه ولوطنه.
توفي سنة 1942م، ودفن في قمينس.